# Charlene (Go Back to the Zoo)
Charlene is een nummer van de Nederlandse rockband Go Back to the Zoo uit 2013. Het is de eerste single van hun derde studioalbum Zoo.
Charlene kent invloeden uit de new wave uit de jaren tachtig. Het nummer beleefde zijn radiopremière op 1 juli 2013 in de Coen en Sander Show op 3FM en werd ook Megahit op deze zender. Hoewel het nummer de Nederlandse Top 40 niet haalde, bereikte het wel een 3e positie in de Tipparade.